# Carlos Reverdito
Carlos Reverdito (1924 – 1995) fue un arquitecto, político, urbanista, profesor  y decano uruguayo.

## Biografía
Fue profesor universitario y decano de la Facultad de Arquitectura de la Universidad de la República entre los años 1970 y 1973 y un segundo período entre 1985 y 1992. Fue referente universitario y de la lucha democrática en el exterior del país. Destituido durante la dictadura militar entre los años 1973 y 1985. En el 2009 se coloca una placa a su homenaje en la Plazuela de los Arquitectos, ubicada en Bulevar Artigas y Bulevar España, frente a la Facultad de Arquitectura de la que fue decano. Junto a su socia y pareja la arquitecta Felicia Gilboa, desarrolló proyectos de arquitectura como la Sede del Centro de Protección de Choferes (Montevideo, 1958).

## Actividad política
En las elecciones nacionales del año 1971 participó en la fundación del "Movimiento de Independientes 26 de Marzo" agrupación que representaba al "brazo político" del Movimiento de Liberación Nacional-Tupamaros.
Dada la vinculación de Reverdito al 26M histórico, fue perseguido por la dictadura, destituido del cargo de Decano de la Facultad de Arquitectura y Exiliado primero en Milán para luego establecerse hasta su retorno en Estrasburgo (Francia).